# Лагерное (озеро, Казахстан)
Лагерное (каз. Лагерное) — озеро в Жамбылском районе Северо-Казахстанской области Казахстана. Находится в 1 км к северо-западу от села Пресновка.
По данным топографической съёмки 1940-х годов, площадь поверхности озера составляет 1,82 км². Наибольшая длина озера — 1,7 км, наибольшая ширина — 1,3 км. Длина береговой линии составляет 5,4 км, развитие береговой линии — 1,12. Озеро расположено на высоте 137,1 м над уровнем моря.